# 달마야 놀자
《달마야 놀자》는 2001년 공개된 대한민국의 코미디 영화이다. 2004년에는 후속편 격인 《달마야, 서울 가자》가 공개되었다.

## 줄거리
비오는 밤, 업소 주도권을 놓고 일생일대의 패싸움을 벌인 재규 일당은 달려가는 봉고차에 급히 몸을 싣지만 조직원 윤중이 칼에 찔려 출혈이 심한 상황. 고민하던 재규는 결국 차를 돌려 윤중을 병원에 데려갔고 이후 보스로부터 상황파악 될때까지 숨어있으란 연락을 받는다. 이후 어디 숨어있을지 의견을 하다 기적처럼 제야의 종소리를 듣고 다음날, 무작정 근처에 있던 한 사찰로 쳐들어간다. 이후 수양생활을 하고있던 대봉을 인질로 잡아 이 절은 우리가 접수하겠다고 소란을 피웠고 사찰의 주지스님이 나타나면서 일단락된다. 
주지스님은 그들이 조폭이란걸 알면서도 일주일만 머물게 해달라는 재규의 청을 순순히 들어주고 재규 일당은 스님들이 외부에 밀고할지도 모른다며 살벌하게 밀착감시를 한다. 하지만 예상과는 다르게 스님들은 건달 불청객들에게 전혀 관심이 없었고 건달들 역시 거꾸로 사찰에 대한 호기심이 생겨났고 즐거운 여가생활까지 하는 사이 원래 목적인 감시는 뒷전이 됐다. 그러나 곧 문화와 단절된 절 생활이 따분해졌고 바깥상황도 알 수 없어서 함부로 움직이기가 힘들었다.
결국 일주일만 더 머물게 해달라고 간청했지만 승좌승 청명은 수양생활에 방해된다며 반대했고 주지스님조차도 여긴 여관이 아니라며 딱 잘라 이야기한다. 그리고는 스님들끼리 이야기해보라며 자리를 떴고 그들은 팽렬한 기싸움만 하고있던 그때, 현각이 청명에게 다가오더니 귓속말을 한다. 처음엔 쓸데없는 소리하지말라며 무시하던 청명도 이내 그 생각이 마음에 들었는지 한가지 제안을 했다. 그 제안은 바로 삼천배. 부처에게 3000번 절을 올리는 예의며 먼저 수를 다 채우는 쪽이 원하는 대로 하자는 것이었다. 건달들도 흥미를 느끼며 순순히 받아들인다.

## 배역
- 박신양 : 재규 역
- 정진영 : 청명 스님 역
- 이원종 : 현각 스님 역
- 류승수 : 명천 스님 역
- 이문식 : 대봉 스님 역
- 김인문 : 노스님 역
- 임현경 : 연화 스님 역
- 박상면 : 불곰 역
- 강성진 : 날치 역
- 김수로 : 왕구라 역
- 홍경인 : 막내 역
- 김영준 : 츄리닝맨 역
- 이대연 : 창근 역